# Tegalpapak
Tegalpapak is een bestuurslaag in het regentschap Pandeglang van de provincie Banten, Indonesië. Tegalpapak telt 2429 inwoners (volkstelling 2010).